# Wolf Kreisel
Wolf Kreisel ist ein ehemaliger deutscher Handballtrainer.
Kreisel trainierte langjährig die Handballdamen des SC Empor Rostock. 1967 wurde er mit ihnen DDR-Meister.
Seinen größten Erfolg feierte er 1968 mit dem Einzug ins Finale im Europapokal der Landesmeister, als die Rostocker Mannschaft Shalgiris Kaunas unterlag.